# Max Korb
Max Korb (6 oktober 1851 - München, 8 juli 1933) was een Duits entomoloog. Hij studeerde aan de handelsschool maar interesseerde zich vooral voor de natuurwetenschappen, in het bijzonder de insecten. Hij
was in 1873/74 een hulpkracht (adlatus) van de expeditie door de Libische Woestijn onder leiding van Friedrich Gerhard Rohlfs. Hij leerde een aantal vooraanstaande natuurwetenschappers kennen, waaronder Theodor von Heuglin die hem meenam op een ornithologische expeditie in 1876 in Egypte.
In 1880 werd hij zelfstandige verzamelaar en vrijwel ieder jaar ondernam hij een reis om nieuwe specimens te verzamelen. Hij reisde hoofdzakelijk te voet door vaak moeilijk toegankelijke gebieden. Hij trok dikwijls naar Spanje en daarnaast onder meer naar Portugal, de Kaukasus en Klein-Azië. Zijn vrouw Rosina, zelf entomologe, vergezelde hem meestal. Ze overleed in 1911. Het volgende jaar huwde hij met zijn tweede vrouw Josephine. Zij ontdekte in 1912 in Spanje een nieuwe spannersoort, Idaea korbi.
Korb was ook mede-oprichter van het entomologisch tijdschrift Mitteilungen der Münchner Entomologischen Gesellschaft in 1910. Het allereerste artikel hierin was van zijn hand.

## Eponymie
Soorten die naar hem zijn genoemd kregen het epitheton korbi, bijvoorbeeld Polyploca korbi Rebel.